# عبد الوهاب الطبطبائي
عبد الوهاب الطباطبائي (1875 - تموز/يوليو 1957) صحفي ومدرس عراقي.

## حياته وعمله
ولد عبد الوهاب بن عبد الله بن أحمد بن عبد الجليل الطباطبائي سنة 1875 في مدينة الكويت ودرس على علمائها. ينتمي إلى أسرة‌ بصرية قديمة حسنيّة النسب. كان جده عبد الجليل شاعراً فقيهاً معروفاً في عصره ولد بالبصرة 1776 وارتحل إلى البحرين فالكويت وتوفي في 1854. 

سافر عبد الوهاب إلى البصرة فأتم دراسة الأدب واللغة وعلوم الدين. لازم طالب النقيب وزار معه مصر والآستانة، والتحق بالجمعية الإصلاحية التي أسسها قبيل الحرب العامة. وراسل جريدة المؤيد المصريّة لصاحبها الشيخ علي يوسف. 
 وذكر حسين خزعل أن السيد عبد الوهاب الطبطبائي والشيخ «محمد بن رابح» هما من هرّبا أبناء الشيخ محمد وجراح الصباح من الكويت إلى البصرة، خوفا من الشيخ مبارك الصباح.
وحرّر الطبطبائي جريدة الدستور التي أصدرها عبد الله الزهير في 22 تشرين الثاني/نوفمبر 1912. وأصدر بعد ذلك جريدة صدى الدستور باللغتين العربية والتركية في 25 أيلول/سبتمبر 1913، فظلت تصدر إلى معركة البصرة (1914). فتحت هذه الجريدة بعد اغلاق جريدة الدستور في سنة 1913 و«كانت لسان حال جمعية الإصلاح في البصرة». 

على أثر تأسيس المملكة العراقية انتخب عضواً في مجلس بلدية الزبير في 5 كانون الثاني سنة 1922م، ثم عيّن مديراً لناحية الزبير في تشرين الثاني/نوفمبر 1923 ثم أصبح رئيساً لكتّاب بلدية البصرة في سنة 1929. اعتزل عن الخدمة سنة 1949. وتوفي في البصرة في تموز/يوليو 1957.

## مؤلفاته
له مقالات كثيرة في الصحف. 